# Grand Prix Jihoafrické republiky 1980
Grand Prix Jihoafrické republiky 1980 (oficiálně XIV Grand Prix of South Africa) se jela na okruhu Kyalami v Midrandu v Jihoafrické republice dne 1. března 1980. Závod byl třetím v pořadí v sezóně 1980 šampionátu Formule 1.

## Kvalifikace
| Poř. | No. | Jezdec                | Konstruktér     | Čas     | Ztráta |
| ---- | --- | --------------------- | --------------- | ------- | ------ |
| 1    | 15  | Jean-Pierre Jabouille | Renault         | 1:10.00 | —      |
| 2    | 16  | René Arnoux           | Renault         | 1:10.21 | + 0.11 |
| 3    | 5   | Nelson Piquet         | Brabham-Ford    | 1:11.87 | + 1.87 |
| 4    | 26  | Jacques Laffite       | Ligier-Ford     | 1:11.88 | + 1.88 |
| 5    | 25  | Didier Pironi         | Ligier-Ford     | 1:12.11 | + 2.11 |
| 6    | 28  | Carlos Reutemann      | Williams-Ford   | 1:12.15 | + 2.15 |
| 7    | 22  | Patrick Depailler     | Alfa Romeo      | 1:12.16 | + 2.16 |
| 8    | 27  | Alan Jones            | Williams-Ford   | 1:12.23 | + 2.23 |
| 9    | 1   | Jody Scheckter        | Ferrari         | 1:12.32 | + 2.32 |
| 10   | 2   | Gilles Villeneuve     | Ferrari         | 1:12.38 | + 2.38 |
| 11   | 29  | Riccardo Patrese      | Arrows-Ford     | 1:12.50 | + 2.50 |
| 12   | 23  | Bruno Giacomelli      | Alfa Romeo      | 1:12.51 | + 2.51 |
| 13   | 3   | Jean-Pierre Jarier    | Tyrrell-Ford    | 1:12.70 | + 2.70 |
| 14   | 12  | Elio de Angelis       | Lotus-Ford      | 1:12.74 | + 2.74 |
| 15   | 11  | Mario Andretti        | Lotus-Ford      | 1:12.93 | + 2.93 |
| 16   | 4   | Derek Daly            | Tyrrell-Ford    | 1:13.04 | + 3.04 |
| 17   | 6   | Ricardo Zunino        | Brabham-Ford    | 1:13.05 | + 3.05 |
| 18   | 20  | Emerson Fittipaldi    | Fittipaldi-Ford | 1:13.23 | + 3.23 |
| 19   | 29  | Jochen Mass           | Arrows-Ford     | 1:13.25 | + 3.25 |
| 20   | 14  | Clay Regazzoni        | Ensign-Ford     | 1:13.25 | + 3.25 |
| 21   | 7   | John Watson           | McLaren-Ford    | 1:13.61 | + 3.61 |
| 22   | 12  | Alain Prost           | McLaren-Ford    | 1:13.76 | + 3.76 |
| 23   | 31  | Eddie Cheever         | Osella-Ford     | 1:13.83 | + 3.83 |
| 24   | 21  | Keke Rosberg          | Fittipaldi-Ford | 1:13.84 | + 3.84 |
| 25   | 17  | Geoff Lees            | Shadow-Ford     | 1:14.46 | + 4.46 |
| 26   | 9   | Marc Surer            | ATS-Ford        | 1:14.54 | + 4.54 |
| 27   | 18  | David Kennedy         | Shadow-Ford     | 1:15.23 | + 5.23 |
| 28   | 10  | Jan Lammers           | ATS-Ford        | 1:15.29 | + 5.29 |

## Závod
| Poř.   | No. | Jezdec                | Konstruktér     | Počet kol | Čas/Odstoupení | Pořadí na startu | Body |
| ------ | --- | --------------------- | --------------- | --------- | -------------- | ---------------- | ---- |
| 1      | 16  | René Arnoux           | Renault         | 78        | 1:36:52.54     | 2                | 9    |
| 2      | 26  | Jacques Laffite       | Ligier-Ford     | 78        | + 34.07        | 4                | 6    |
| 3      | 25  | Didier Pironi         | Ligier-Ford     | 78        | + 52.49        | 5                | 4    |
| 4      | 5   | Nelson Piquet         | Brabham-Ford    | 78        | + 1:01.02      | 3                | 3    |
| 5      | 28  | Carlos Reutemann      | Williams-Ford   | 77        | + 1 kolo       | 6                | 2    |
| 6      | 30  | Jochen Mass           | Arrows-Ford     | 77        | + 1 kolo       | 19               | 1    |
| 7      | 3   | Jean-Pierre Jarier    | Tyrrell-Ford    | 77        | + 1 kolo       | 13               |      |
| 8      | 20  | Emerson Fittipaldi    | Fittipaldi-Ford | 77        | + 1 kolo       | 18               |      |
| 9      | 14  | Clay Regazzoni        | Ensign-Ford     | 77        | + 1 kolo       | 20               |      |
| 10     | 6   | Ricardo Zunino        | Brabham-Ford    | 77        | + 1 kolo       | 17               |      |
| 11     | 7   | John Watson           | McLaren-Ford    | 76        | + 2 kola       | 21               |      |
| 12     | 11  | Mario Andretti        | Lotus-Ford      | 76        | + 2 kola       | 15               |      |
| 13     | 17  | Geoff Lees            | Shadow-Ford     | 70        | Zavěšení       | 24               |      |
| Ret    | 23  | Bruno Giacomelli      | Alfa Romeo      | 69        | Motor          | 12               |      |
| Ret    | 15  | Jean-Pierre Jabouille | Renault         | 61        | Defekt         | 1                |      |
| Ret    | 4   | Derek Daly            | Tyrrell-Ford    | 61        | Defekt         | 16               |      |
| Ret    | 21  | Keke Rosberg          | Fittipaldi-Ford | 58        | Nehoda         | 23               |      |
| NC     | 22  | Patrick Depailler     | Alfa Romeo      | 53        | + 25 kol       | 7                |      |
| Ret    | 27  | Alan Jones            | Williams-Ford   | 34        | Převodovka     | 8                |      |
| Ret    | 2   | Gilles Villeneuve     | Ferrari         | 31        | Řazení         | 10               |      |
| Ret    | 1   | Jody Scheckter        | Ferrari         | 14        | Motor          | 9                |      |
| Ret    | 29  | Riccardo Patrese      | Arrows-Ford     | 10        | Smyk           | 11               |      |
| Ret    | 31  | Eddie Cheever         | Osella-Ford     | 8         | Smyk           | 22               |      |
| Ret    | 12  | Elio de Angelis       | Lotus-Ford      | 1         | Smyk           | 14               |      |
| DNS    | 8   | Alain Prost           | McLaren-Ford    |           | Nehoda         |                  |      |
| DNS    | 9   | Marc Surer            | ATS-Ford        |           | Nehoda         |                  |      |
| DNQ    | 18  | David Kennedy         | Shadow-Ford     |           |                |                  |      |
| DNQ    | 10  | Jan Lammers           | ATS-Ford        |           |                |                  |      |
| Zdroj: |     |                       |                 |           |                |                  |      |

## Průběžné pořadí po závodě
Pohár jezdců
| Pořadí | Jezdec          | Body |
| ------ | --------------- | ---- |
| 1      | René Arnoux     | 18   |
| 2      | Alan Jones      | 13   |
| 3      | Nelson Piquet   | 9    |
| 4      | Didier Pironi   | 7    |
| 5      | Elio de Angelis | 6    |
| Zdroj: |                 |      |

Pohár konstruktérů
| Pořadí | Konstruktér   | Body |
| ------ | ------------- | ---- |
| 1      | Renault       | 18   |
| 2      | Williams-Ford | 15   |
| 3      | Ligier-Ford   | 13   |
| 4      | Brabham-Ford  | 9    |
| 5      | Lotus-Ford    | 6    |
| Zdroj: |               |      |